# Roland Martin (Mediziner, 1726)

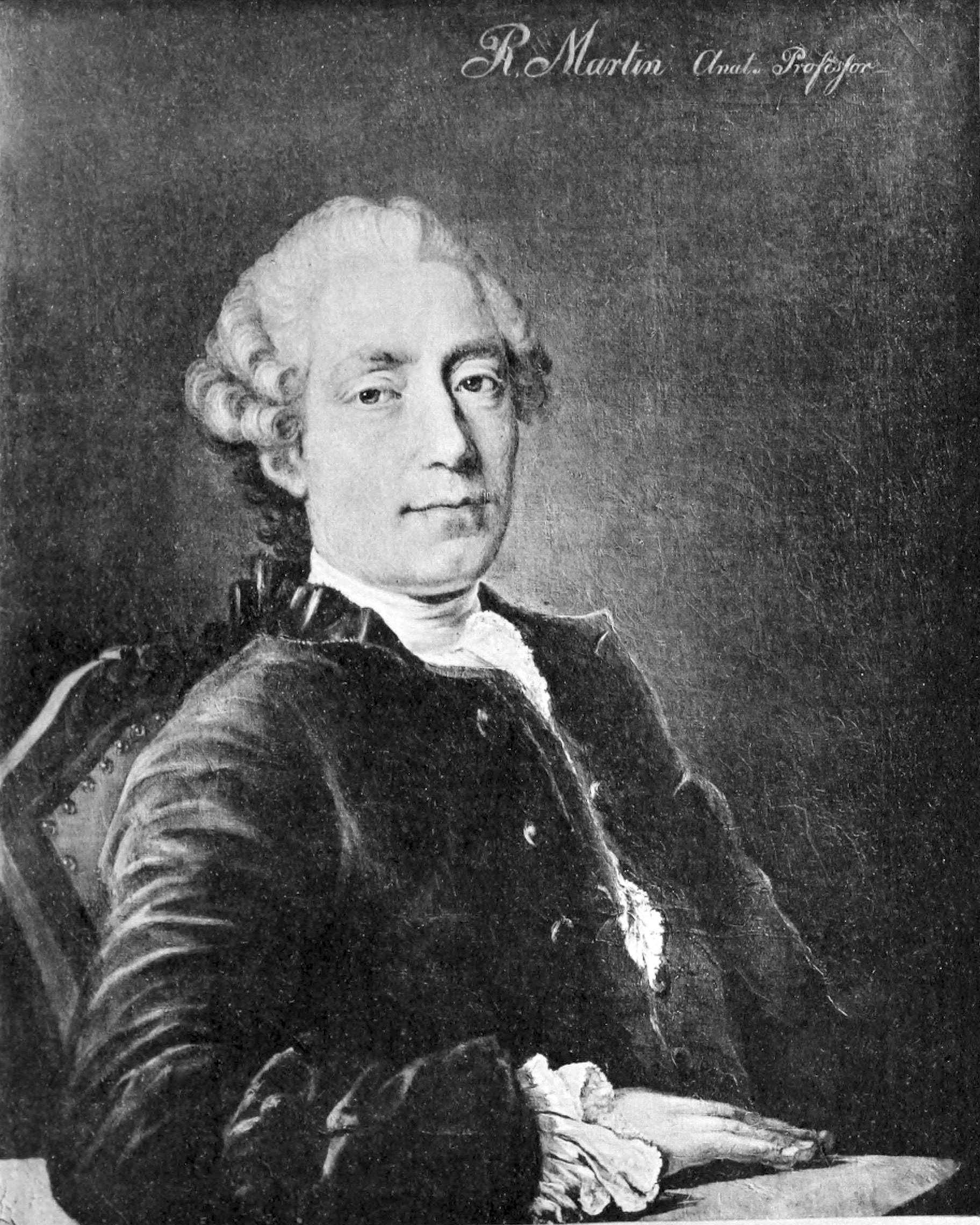
Roland Martin, um 1780 (Gemälde von Per Krafft dem Älteren)

Roland Martin (* 30. Juli 1726 in Uppsala; † 10. September 1788 in Broby, Gemeinde Häverö) war ein schwedischer Anatom.
Martin wurde im Kindesalter zum Waisen und wuchs bei einem Pfarrer auf. Er studierte ab 1743 Medizin an der Universität Uppsala und wurde 1751 dort promoviert. Er war ein Schüler Carl von Linnés. Anschließend war er in Stockholm und ab 1752 in Halland ärztlich tätig. Auf einer Studienreise nach Paris (1754–1756) bildete er sich u. a. bei André Levret und Antoine Petit auf den Gebieten der Anatomie und Chirurgie weiter. Von 1756 bis 1779 hatte er eine Professur für Anatomie und Chirurgie am Collegicum medicum in Stockholm inne, unterbrochen von einem Intermezzo bei der konkurrierenden Societas chirurgica.
Martin beschrieb in seiner Schrift zur Neuroanatomie Tal om nervers allmanna egenskaper i manniskans kropp (1763) eine Verbindung zwischen dem Nervus medianus und dem Nervus ulnaris, die als Martin-Gruber-Anastomose nach ihm und dem Anatomen Wenzel Gruber benannt ist.
Martin war dreimal verheiratet. Der Botaniker und Polarforscher Anton Rolandsson Martin war sein Cousin.

## Veröffentlichungen (Auswahl)
- Tal, om nervers allmanna egenskaper i manniskans kropp. L. Salvarius, Stockholm 1763. (Volltext in der Google-Buchsuche)
- Läkare-grunder til biträde för styresmän och domare, ifrån kunskapen om människans kropp och allmänna naturläran. P.A. Brodin, 1783.